# 15565 Бенджамінстіл
15565 Бенджамінстіл (15565 Benjaminsteele) — астероїд головного поясу, відкритий 5 квітня 2000 року.
Тіссеранів параметр щодо Юпітера — 3,297.